# 人鬼情缘
《人鬼情缘》是中國2000年出品(1998年拍摄)的一部以聊斋志异为基础改编的古装电视连续剧，由山东电影电视制作中心拍摄。全名是《新篇百集聊斋之人鬼情缘》，上海优度宽带科技有限公司出品，计划拍摄一百集，但因公司资金和版权纠纷的原因，最终只完成了第一部，即《人鬼情缘》。

## 概述
《新篇百集聊斋》原打算以百集的数量拍摄鬼、狐、妖、侠、仙五部分，《人鬼情缘》是其第一部分。本剧以《聊斋志异》中的著名鬼篇《聂小倩》为改编主干，添加了部分鬼篇的人物和情节，虽然名为“鬼戏”，却没有恐怖、暴力、迷信等色彩。而鬼戏和武打是本剧的较为突出特色，关于鬼界的设计、鬼的造型、鬼的飞来遁去及武打等在该剧中都有很独到的创意

## 剧情
民女聂小倩冤死之后不肯投胎转世，后被鬼姥收留，教她法术。鬼姥派聂小倩和秋容两女鬼去勾引男人，吸取他们的阳气，娇俏柔媚的小倩碰上英俊潇洒的书生宁采臣，二人渐生情愫，发生了一段横跨阴阳两界，贯穿前世今生的人鬼之恋……

## 演员
- 刘敏涛  饰 聂小倩、良工
- 刘奕君 饰 宁采臣
- 王　辉 饰 燕赤霞
- 张子健 饰 吕子凯
- 陈紫函 饰 王宦娘
- 王绘春 饰 王化成
- 杜玲玲 饰 王夫人
- 王　玫 饰 鬼姥
- 王昌娥 饰 秋容
- 刘继忠 饰 桑子明
- 达　达 饰 黑无常
- 牟熙春 饰 白无常
- 刘　畅 饰 骆儿
- 雷瑞琴 饰 宁母
- 李振平 饰 展举人
- 王丽娜 饰 展夫人

## 音乐
- 片头曲：《人鬼情缘》
  - 作曲：薛瑞光 作词：李鲁轲、张营 演唱：韩磊

| 月儿冷 影翩迁 聂小倩她冤魂难消散 古寺偏遇宁采臣 演绎出人鬼情缘一场生死恋 爱絷情真可越阴阳界 有多少痴男倩女谱写绝唱篇 天上地下哪比人间好 愿做一双戏水鸳鸯相伴到永远 风儿动 柳行迁 鬼狐妖魅都是众口编 写秃羊毫研透现 说不尽千奇百怪异类把人恋 爱絷情真可越阴阳界 有多少痴男倩女谱写绝唱篇 天上地下哪比人间好 愿做一双戏水鸳鸯相伴到永远 愿做一双戏水鸳鸯相伴到永远 |

- 片尾曲：《一生永相守》
  - 作曲：薛瑞光 作词：李鲁轲、张营 演唱：范琳琳、杨洋

| 真想与你一生永相守 又怕让你一世空守候 是否来世能再续前缘 不知今生可长久 爱你的痴爱你的爱 仿佛眼前远在天边 有心让红颜归于尘埃 爱你的痴爱你的爱 远在天边仿佛眼前 有心让红颜归于尘埃 只怕无法偿还你的爱 有心让红颜归于尘埃 只怕无法偿还你的爱 但愿情深万丈 能填沧海 朝夕相处永远不分开 |

## 播出信息
| 中国江西电视台红色经典频道 (周一到周日 晚间三集或四集连播) | 中国江西电视台红色经典频道 (周一到周日 晚间三集或四集连播) | 中国江西电视台红色经典频道 (周一到周日 晚间三集或四集连播) |
| ---------------------------------------------------------- | ---------------------------------------------------------- | ---------------------------------------------------------- |
|                                                            | 人鬼情缘 （2011年5月29日-）                                |                                                            |
| —                                                          | —                                                          |                                                            |